# Izvršna knjižnica
Izvršna knjižnica ili knjižnica izvršnog kôda (engl. runtime library) je pojam iz računalnog programiranja. To je skup niskorazinskih programa kojima se služi jezični prevoditelj radi pozivanja nekih ponašanja izvršnog okružja, ubacujući poziv ka knjižnici izvršavanja u kompiliranu izvršnu binarnu datoteku. Izvršno okružje primjenjuje izvršni model, ugrađene funkcije i ostala fundamentalna ponašanja programskog jezika. Tijekom izvršavanja (vrijeme izvršavanja) tog računalnog programa, izvršenje tih poziva ka izvršnoj knjižnici uzrokuje komunikaciju između izvršne binarne datoteke i izvršnog okružja. Knjižnica izvršavanja često sadrži ugrađene funkcije za upravljanje memorijom ili iznimkama. Stoga je knjižnica izvršavanja uvijek posebna za svaku platformu ili programski prevoditelj.

## Vanjske poveznice
- Operacijski sustavi 2 - Rootkiti Luka Milković: Rootkiti u korisničkom načinu rada - općenito o DLL bibliotekama i korištenje IAT metode, 2008.
- Operacijski sustavi 2 Marin Maržić: Pisanje sigurnih izvornih tekstova programa, Zagreb, lipanj 2011.
- Digiš škola Miljan Milošević: Uvodna razmatranja, Uvod u C, Uključivanje header fajlova